# Барыкино-Ключи
Бары́кино-Ключи́ — село в Тарбагатайском районе Бурятии. Входит в сельское поселение «Верхнежиримское».

## География
Расположено на левом берегу реки Жиримки, в 34 км юго-западнее районного центра, села Тарбагатай, к юго-востоку в 7 км от центра сельского поселения, села Верхний Жирим, и 5 км от региональной автодороги 03К-006 Улан-Удэ — Николаевский — Тарбагатай — Окино-Ключи.

## История
В XIX — начале XX века в селе была православная Иннокетьевская церковь, окормлявшая приходы соседних селений, и находилось Ключевское волостное правление Верхнеудинского округа.

## Население
| 2002 | 2010 |
| ---- | ---- |
| 170  | ↘162 |

## Инфраструктура
Сельский клуб, фельдшерско-акушерский пункт, территориально-общественное самоуправление (ТОС) «Звёздочки», два индивидуальных предприятия (ИП).